# Philhygra leechi
Philhygra leechi är en skalbaggsart som beskrevs av Lohse in Lohse, Klimaszewski och Ales Smetana 1990. Philhygra leechi ingår i släktet Philhygra och familjen kortvingar. Inga underarter finns listade i Catalogue of Life.